# Olimpíada d'escacs de 2002

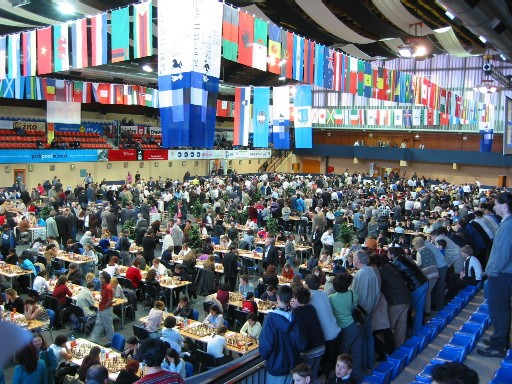
La sala de joc de l'Olimpíada de Bled.

L'Olimpíada d'escacs de 2002 fou un torneig d'escacs per equips nacionals que se celebrà entre el 25 d'octubre i l'11 de novembre de 2002 a Bled, Eslovènia. Va ser la trenta-cinquena edició oficial de les Olimpíades d'escacs, i va incloure tant una competició absoluta com una de femenina, ambdues jugades per sistema suís a 14 rondes.

## Torneig obert
Al torneig open hi participaren 135 equips, formats per un màxim de sis jugadors (quatre de titulars i dos de suplents), per un total de 802 participants, més de la meitat dels quals tenien un títol de la FIDE.
Després d'un lideratge testimonial de Cuba a la primera ronda, Rússia va enfilar-se al capdamunt de la classificació a la sisena ronda, en guanyar Bòsnia i Hercegovina per 3,5-1,5, amb un punt i mig d'avantatge sobre Romania, segona. Hongria ascendí al segon lloc a la vuitena ronda, guanyant els russos per 2,5-1,5 a la novena, i situant-se a només mig punt de distància. Dues victòries contra la Xina i contra Alemanya tornaren a portar Rússia a tenir dos punts d'avantatge, que varen mantenir fins a la penúltima ronda, i els dugueren a guanyar el torneig per sobre d'Hongria. El tercer lloc fou molt disputat entre els xinesos, Geòrgia i Armènia, i fou finalment per aquests darrers, amb una victòria per 3-1 contra els georgians a la darrera ronda.

### Resultats per equips
| Pos.              | Equip           | Jugadors | Elo  | Punts |
| ----------------- | --------------- | --- | ---- | ----- |
| Medalla d'or      | Rússia          | Garri Kaspàrov, Aleksandr Grisxuk, Aleksandr Khalifman, Aleksandr Morozévitx, Piotr Svídler, Serguei Rublevski    | 2734 | 38,5  |
| Medalla de plata  | Hongria         | Péter Lékó, Judit Polgár, Zoltán Almási, Zoltán Gyimesi, Róbert Ruck, Peter Ács                                   | 2674 | 37,5  |
| Medalla de bronze | Armènia         | Vladímir Akopian, Sembat Lputian, Karèn Asrian, Gabriel Sargissian, Artaixès Minassian, Aixot Anastassian         | 2620 | 35    |
| 4                 | Geòrgia         | Zurab Azmaiparaixvili, Zurab Sturua, Mikheil Mchedlishvili, Baadur Jobava, MI Zviad Izoria, MI Merab Gagunashvili | 2648 | 33,5  |
| 5                 | R.P. de la Xina | Ye Jiangchuan, Xu Jun, Zhang Zhong, Bu Xiangzhi, MF Ni Hua, Zhang Pengxiang                                       | 2633 | 33,5  |
| 6                 | Països Baixos   | Loek Van Wely, Ivan Sokolov, Serguei Tiviàkov, Erik Van den Doel, Friso Nijboer, MI Sipke Ernst                   | 2648 | 33,5  |
| 7                 | Anglaterra      | Michael Adams, Nigel Short, Jonathan Speelman, Luke McShane, Stuart Conquest, John Emms                           | 2640 | 33,5  |
| 8                 | Eslovàquia      | Serguei Movsesian, Ľubomír Ftáčnik, Gennadij Timoščenko, MI Ján Markoš, MI Mikuláš Maník, Ján Plachetka           | 2561 | 33    |
| 9                 | Israel          | Borís Guélfand, Ilia Smirin, Emil Sutovsky, Lev Psakhis, Borís Àvrukh, Alexander Huzman                           | 2660 | 33    |
| 10                | Iugoslàvia      | Ljubomir Ljubojević, Branko Damljanović, Ivan Ivanišević, Aleksandar Kovačević, Zlatko Ilinčić, Dejan Pikula      | 2548 | 33    |

### Resultats individuals

#### MillorperformanceElo
|                   | Jugador                | País    | Tauler | Punts | Partides | Elo inicial | Performance |
| ----------------- | ---------------------- | ------- | ------ | ----- | -------- | ----------- | ----------- |
| Medalla d'or      | GM Garri Kaspàrov      | Rússia  | 1      | 7,5   | 9        | 2838        | 2933        |
| Medalla de plata  | GM Vladímir Akopian    | Armènia | 1      | 8     | 11       | 2689        | 2827        |
| Medalla de bronze | GM Aleksandr Khalifman | Rússia  | 3      | 7     | 9        | 2690        | 2797        |

#### Primer tauler
|                   | Jugador                | País      | Elo  | Punts | Partides | Percentatge |
| ----------------- | ---------------------- | --------- | ---- | ----- | -------- | ----------- |
| Medalla d'or      | MI Robert Gwaze        | Zimbàbue  | 2280 | 9     | 9        | 100         |
| Medalla de plata  | GM Alberto David       | Luxemburg | 2511 | 11    | 13       | 84,6        |
| Medalla de bronze | GM Mohamad Al-Modiakhi | Qatar     | 2550 | 10    | 12       | 83,3        |

#### Segon tauler
|                   | Jugador                  | País         | Elo  | Punts | Partides | Percentatge |
| ----------------- | ------------------------ | ------------ | ---- | ----- | -------- | ----------- |
| Medalla d'or      | Jean-Philippe Gentilleau | Mònaco       | 2224 | 7     | 9        | 77,8        |
| Medalla de plata  | GM Yasser Seirawan       | Estats Units | 2629 | 6,5   | 9        | 72,2        |
| Medalla de bronze | GM Judit Polgár          | Hongria      | 2685 | 8,5   | 12       | 70,8        |

#### Tercer tauler
|                   | Jugador                 | País      | Elo  | Punts | Partides | Percentatge |
| ----------------- | ----------------------- | --------- | ---- | ----- | -------- | ----------- |
| Medalla d'or      | MI Cerdas Barus         | Indonèsia | 2479 | 8,5   | 10       | 85          |
| Medalla de plata  | GM Aleksandr Khalifman  | Rússia    | 2690 | 7     | 9        | 77,8        |
| Medalla de bronze | GM Alfons Romero Holmes | Espanya   | 2524 | 7,5   | 10       | 75          |

#### Quart tauler
|                   | Jugador             | País      | Elo   | Punts | Partides | Percentatge |
| ----------------- | ------------------- | --------- | ----- | ----- | -------- | ----------- |
| Medalla d'or      | Maher Ayyad         | Brunei    | [ 9 ] | 8     | 10       | 80          |
| Medalla de plata  | MF Suat Soylu       | Turquia   | 2365  | 7     | 9        | 77,8        |
| Medalla de bronze | MI Tapani Sammalvuo | Finlàndia | 2437  | 6,5   | 9        | 72,2        |

#### Cinquè tauler (primer suplent)
|                   | Jugador         | País                | Elo   | Punts | Partides | Percentatge |
| ----------------- | --------------- | ------------------- | ----- | ----- | -------- | ----------- |
| Medalla d'or      | MF Jassim Saleh | Emirats Àrabs Units | 2240  | 6,5   | 7        | 92,9        |
| Medalla de plata  | Singh Ravishen  | Trinitat i Tobago   | [ 9 ] | 7     | 8        | 87,5        |
| Medalla de bronze | Abobker Elarbi  | Líbia               | [ 9 ] | 7     | 8        | 87,5        |

#### Sisè tauler (segon suplent)
|                  | Jugador           | País     | Elo  | Punts | Partides | Percentatge |
| ---------------- | ----------------- | -------- | ---- | ----- | -------- | ----------- |
| Medalla d'or     | Sam Collins       | Irlanda  | 2372 | 7,5   | 8        | 93,8        |
| Medalla de plata | Zulzaga Byambaa   | Mongòlia | 2200 | 6,5   | 7        | 92,9        |
| Medalla de plata | Wossenyelew Hailu | Etiòpia  | 2279 | 6,5   | 7        | 92,9        |

## Torneig femení
Al torneig femení hi participaren 90 equips; Eslovènia hi presentava tres equips. Els equips estaven formats almenys per quatre jugadores (tres de titulars i una de reserva); en total, hi havia 364 jugadores.
Geòrgia se situà en primer lloc des de la primera ronda, i arribà a tenir dos puts d'avantatge sobre les segones, amb un segon lloc disputat entre els Estats Units i la Xina. A l'onzena ronda les georgianes perderen 0,5-2,5 contra Polònia, i després successivament amb el Vietnam i Bulgària, caient així al tercer lloc en ser superades per Rússia, amb mig punt d'avantatge abans de la darrera ronda. Finalment, la Xina s'endugué l'or, mentre que Geòrgia, amb una última derrota, caigué al quart lloc superada per Polònia.

### Resultats per equips
| Pos.              | Equip           | Jugadores                                                                                            | Elo  | Punts |
| ----------------- | --------------- | --- | ---- | ----- |
| Medalla d'or      | R.P. de la Xina | GM Zhu Chen, GMF Xu Yuhua, GMF Wang Pin, GMF Zhao Xue                                                | 2485 | 29,5  |
| Medalla de plata  | Rússia          | GMF Ekaterina Kovalévskaia, GMF Svetlana Matveeva, GMF Aleksandra Kosteniuk, GMF Tatiana Kossíntseva | 2480 | 28,5  |
| Medalla de bronze | Polònia         | GMF Iweta Radziewicz, GMF Joanna Dworakowska, GMF Monika Socko, MIF Beata Kadziolka                  | 2388 | 28    |
| 4                 | Geòrgia         | GM Maia Txiburdanidze, MI Nana Ioseliani, GMF Nino Khurtsidze, MI Ketevan Arakhamia-Grant            | 2481 | 27,5  |
| 5                 | Hongria         | GMF Vajda Szidonia, GMF Yelena Dembo, GMF Nikoletta Lakos, GMF Anita Gara                            | 2363 | 25,5  |
| 6                 | Ucraïna         | GMF Natàlia Júkova, GMF Tatjana Vasilevich, GMF Anna Zatonskih, GMF Inna Gaponenko                   | 2424 | 25,5  |
| 7                 | Iugoslàvia      | GMF Natasa Bojkovic, GMF Svetlana Prudnikova, GMF Irina Chelushkina, MIF Ana Benderac                | 2403 | 25,5  |
| 8                 | Azerbaidjan     | GMF Firuza Velikhanli, MIF Meihriban Shukurova, MIF Zeinab Mamedjarova, Turkan Mamedjarova           | 2269 | 25,5  |
| 9                 | Estats Units    | MIF Irina Krush, MIF Camilla Baginskaite, MIF Jennifer Shahade, GMF Elena Akhmilovskaya              | 2381 | 25    |
| 10                | Txèquia         | GMF Jana Jackova, GMF Petra Krupkova, MIF Olga Sikorova, GMF Lenka Ptacnikova                        | 2316 | 25    |

### Resultats individuals

#### MillorperformanceElo
|                   | Jugadora                | País            | Tauler | Punts | Partides | Elo inicial | Performance |
| ----------------- | ----------------------- | --------------- | ------ | ----- | -------- | ----------- | ----------- |
| Medalla d'or      | GMF Zhao Xue            | R.P. de la Xina | 4      | 11    | 12       | 2367        | 2707        |
| Medalla de plata  | GMF Tatiana Kossíntseva | Rússia          | 4      | 11    | 12       | 2427        | 2661        |
| Medalla de bronze | GMF Hoang Thanh Trang   | Vietnam         | 1      | 8,5   | 11       | 2420        | 2598        |

#### Primer tauler
|                   | Jugadora                     | País    | Elo  | Punts | Partides | Percentatge |
| ----------------- | ---------------------------- | ------- | ---- | ----- | -------- | ----------- |
| Medalla d'or      | GMF Hoang Thanh Trang        | Vietnam | 2420 | 8,5   | 11       | 77,3        |
| Medalla de plata  | GMF Subbaraman Vijayalakshmi | Índia   | 2394 | 9,5   | 13       | 73,1        |
| Medalla de bronze | GM Maia Txiburdanidze        | Geòrgia | 2497 | 8     | 11       | 72,7        |

#### Segon tauler
|                   | Jugadora                | País       | Elo  | Punts | Partides | Percentatge |
| ----------------- | ----------------------- | ---------- | ---- | ----- | -------- | ----------- |
| Medalla d'or      | GMF Svetlana Prudnikova | Iugoslàvia | 2407 | 9,5   | 13       | 73,1        |
| Medalla de plata  | MIF Leili Pianrnpuu     | Estònia    | 2230 | 9,5   | 13       | 73,1        |
| Medalla de bronze | GMF Svetlana Maleeva    | Rússia     | 2465 | 8     | 11       | 72,7        |

#### Tercer tauler
|                   | Jugadora                  | País        | Elo  | Punts | Partides | Percentatge |
| ----------------- | ------------------------- | ----------- | ---- | ----- | -------- | ----------- |
| Medalla d'or      | GMF Monica Socko          | Polònia     | 2354 | 10,5  | 13       | 80,8        |
| Medalla de plata  | MIF Zeinab Mamedjarova    | Azerbaidjan | 2259 | 10    | 13       | 76,9        |
| Medalla de bronze | MFF Patricia Llaneza Vega | Espanya     | 2312 | 9     | 12       | 75          |

#### Quart tauler (suplent)
|                   | Jugadora                | País            | Elo  | Punts | Partides | Percentatge |
| ----------------- | ----------------------- | --------------- | ---- | ----- | -------- | ----------- |
| Medalla d'or      | GMF Zhao Xue            | R.P. de la Xina | 2367 | 11    | 12       | 91,7        |
| Medalla de plata  | GMF Tatiana Kossíntseva | Rússia          | 2427 | 11    | 12       | 91,7        |
| Medalla de bronze | MIF Olga Kim-Sabirova   | Azerbaidjan     | 2206 | 6,5   | 8        | 81,3        |

## Títol absolut
El trofeu Nona Gaprindaixvili s'assignà a l'equip amb la millor mitjana de classificació entre el torneig obert i el femení.
| Pos.              | Equip           | Torneig open | Torneig femení | Mitjana |
| ----------------- | --------------- | ------------ | -------------- | ------- |
| Medalla d'or      | Rússia          | 1            | 2              | 1,5     |
| Medalla de plata  | R.P. de la Xina | 5            | 1              | 3       |
| Medalla de bronze | Hongria         | 2            | 5              | 3,5     |
| 4                 | Geòrgia         | 4            | 4              | 4       |
| 5                 | Polònia         | 13           | 3              | 8       |
| 6                 | Iugoslàvia      | 10           | 7              | 8,5     |

## Participants
Varen participar en ambdós torneigs:
- International Braille Chess Association
- Associació internacional d'escacs per sords
- Associació internacional d'escacs per disminuïts físics
- Albània
- Algèria
- Angola
- Argentina
- Armènia
- Austràlia
- Àustria
- Azerbaidjan
- Bangladesh
- Barbados
- Bòsnia i Hercegovina
- Belarús
- Botswana
- Brasil
- Brunei
- Bulgària
- Canadà
- Xile
- R.P. de la Xina
- Colòmbia
- Costa Rica
- Croàcia
- Cuba
- Dinamarca
- Equador
- Estònia
- Filipines
- Finlàndia
- França
- Gal·les
- Geòrgia
- Alemanya
- Jamaica
- Japó
- Grècia
- Índia
- Anglaterra
- Iran
- Irlanda
- Iraq
- Islàndia
- Israel
- Itàlia
- Iugoslàvia
- Kazakhstan
- Kirguizstan
- Líban
- Lituània
- Luxemburg
- Malàisia
- Moldàvia
- Mèxic
- Mongòlia
- Macedònia del Nord
- Països Baixos
- Nigèria
- Noruega
- Nova Zelanda
- Perú
- Polònia
- Txèquia
- República Dominicana
- Romania
- Rússia
- Escòcia
- Singapur
- Eslovènia
- Eslovàquia
- Espanya
- Sri Lanka
- Sud-àfrica
- Estats Units
- Suècia
- Suïssa
- Turkmenistan
- Turquia
- Ucraïna
- Hongria
- Uzbekistan
- Veneçuela
- Vietnam
- Iemen
- Zàmbia
- Zimbàbue

Participaren només al torneig open:
- Afganistan
- Antilles Neerlandeses
- Andorra
- Aruba
- Bèlgica
- Bermudes
- Bolívia
- Brunei
- Xipre
- Egipte
- Emirats Àrabs Units
- Etiòpia
- Guernsey
- Hong Kong
- Hondures
- Indonèsia
- Illes Fèroe
- Illes Verges Americanes
- Illes Verges Britàniques
- Jersey
- Kenya
- Letònia
- Líbia
- Liechtenstein
- Macau
- Malta
- Mònaco
- Maurici
- Namíbia
- Nicaragua
- Panamà
- Paraguai
- Palestina
- Papua Nova Guinea
- Portugal
- Qatar
- Ruanda
- San Marino
- Somàlia
- Surinam
- Tailàndia
- Tadjikistan
- Trinitat i Tobago
- Tunísia
- Uganda
- Uruguai